# 五常波沙介
五常波沙介（学名：Bosasella wuchanga）为半花介科波沙介屬下的一个种。